# Лесото на літніх Олімпійських іграх 2016
Лесото на літніх Олімпійських іграх 2016 була представлена 8 спортсменами в 3 видах спорту. Жодної медалі олімпійці Лесото не завоювали.

## Спортсмени
| Дисципліна     | Чоловіки | Жінки | Разом |
| -------------- | -------- | ----- | ----- |
| Легка атлетика | 4        | 1     | 5     |
| Бокс           | 2        | 0     | 2     |
| Велоспорт      | 1        | 0     | 1     |
| Разом          | 7        | 1     | 8     |

## Легка атлетика
Легенда
- Примітки – для трекових дисциплін місце вказане лише для забігу, в якому взяв участь спортсмен
- Q = пройшов у наступне коло напряму
- q = пройшов у наступне коло за добором (для трекових дисциплін - найшвидші часи серед тих, хто не пройшов напряму; для технічних дисциплін - увійшов до визначеної кількості фіналістів за місцем якщо напряму пройшло менше спортсменів, ніж визначена кількість)
- NR = Національний рекорд
- N/A = Коло відсутнє у цій дисципліні
- Bye = спортсменові не потрібно змагатися у цьому колі
- NM = жодної успішної спроби

Трекові і шосейні дисципліни
| Спортсмен      | Дисципліна                    | Попередній забіг | Попередній забіг | Чвертьфінал | Чвертьфінал | Півфінал         | Півфінал         | Фінал            | Фінал            |
| Спортсмен      | Дисципліна                    | Результат        | Місце            | Результат   | Місце       | Результат        | Місце            | Результат        | Місце            |
| -------------- | ----------------------------- | ---------------- | ---------------- | ----------- | ----------- | ---------------- | ---------------- | ---------------- | ---------------- |
| Мосіто Лехата  | біг на 100 метрів (чоловіки)  | Bye              | Bye              | 10.25       | 4           | Завершив виступ  | Завершив виступ  | Завершив виступ  | Завершив виступ  |
| Мосіто Лехата  | біг на 200 метрів (чоловіки)  | 20.65            | 7                | Н/Д         | Н/Д         | Завершив виступ  | Завершив виступ  | Завершив виступ  | Завершив виступ  |
| Намакое Нкхасі | біг на 5000 метрів (чоловіки) | 13:41.92         | 15               | Н/Д         | Н/Д         | Н/Д              | Н/Д              | Завершив виступ  | Завершив виступ  |
| Цепо Рамонене  | марафонський біг (чоловіки)   | Н/Д              | Н/Д              | Н/Д         | Н/Д         | Н/Д              | Н/Д              | DNF              | DNF              |
| Лебенья Нкока  | марафонський біг (чоловіки)   | Н/Д              | Н/Д              | Н/Д         | Н/Д         | Н/Д              | Н/Д              | 2:25:13          | 95               |
| Цепанг Селло   | біг на 800 метрів (жінки)     | 2:10.22          | 8                | Н/Д         | Н/Д         | Завершила виступ | Завершила виступ | Завершила виступ | Завершила виступ |

## Бокс
| Спортсмен          | Категорія           | 1/16 фіналу         | 1/8 фіналу         | Чвертьфінали       | Півфінали          | Фінал              | Фінал           |
| Спортсмен          | Категорія           | Суперник Результат  | Суперник Результат | Суперник Результат | Суперник Результат | Суперник Результат | Місце           |
| ------------------ | ------------------- | ------------------- | ------------------ | ------------------ | ------------------ | ------------------ | --------------- |
| Мороке Мокхото     | до 52 кг (чоловіки) | Харрубі (MAR) L 0–3 | Завершив виступ    | Завершив виступ    | Завершив виступ    | Завершив виступ    | Завершив виступ |
| Інкулулеко Сунтеле | до 56 кг (чоловіки) | Мхамді (TUN) L 0–3  | Завершив виступ    | Завершив виступ    | Завершив виступ    | Завершив виступ    | Завершив виступ |

## Велоспорт

### Маунтінбайк
| Спортсмен       | Дисципліна             | Час          | Місце        |
| --------------- | ---------------------- | ------------ | ------------ |
| Пхететсо Монесе | маунтінбайк (чоловіки) | Не фінішував | Не фінішував |